# Ruxi
Roger Bonet Badia (Valls, España; 11 de abril de 1994), conocido como Ruxi, es un futbolista español. Juega de defensa y su equipo actual es el PSIS Semarang de la Liga 1 de Indonesia.

## Trayectoria
Formado en las inferiores del Gimnàstic de Tarragona, Ruxi comenzó su carrera como adulto en el ascenso español. Tras eso, entre 2019 y 2022 jugó en clubes de Islandia y Finlandia.
En febrero de 2023, Ruxi fichó en el FC Tulsa de la USL Championship estadounidense.
En febrero de 2024 fichó por Mineros de Zacatecas de la Liga de Expansión MX mexicana.

## Clubes
| Club                      | País           | Año           |
| ------------------------- | -------------- | ------------- |
| Gimnàstic de Tarragona    | España         | 2014          |
| Pobla Mafumet             | España         | 2014-2017     |
| UE Olot (Cedido)          | España         | 2016          |
| Gimnàstic de Tarragona    | España         | 2017-2018     |
| Rápido de Bouzas (Cedido) | España         | 2017-2018     |
| SD Formentera             | España         | 2018-2019     |
| Afturelding               | Islandia       | 2019          |
| KTP                       | Finlandia      | 2020          |
| AC Oulu                   | Finlandia      | 2021          |
| Inter Turku               | Finlandia      | 2022          |
| FC Tulsa                  | Estados Unidos | 2023          |
| Mineros de Zacatecas      | México         | 2024          |
| PSIS Semarang             | Indonesia      | 2024-presente |